# Палаццо Корнер-Спінеллі
Палаццо Корнер-Спінеллі (італ. Palazzo Corner-Spinelli) — палац у Венеції, на Гранд-каналі в районі Сан-Марко.
Один з найкращих ренесансних палаців Венеції. Був побудований з 1480 по 1500 рік архітектором Мауро Кодуччі. Архітектурною особливістю палацу є закруглені зверху подвійні арочні вікна і рустована кам'яна кладка першого поверху. Палац став прототипом для багатьох міських будівель.
У 1542 році будівля була передана родині Корнер. При нових власниках, архітектор Мікеле Санмікеле повністю переробив інтер'єри палацу.
Власником будівлі в XIX столітті був відомий венеційський колекціонер Джузеппе Салом, який зібрав в палаці значну колекцію картин П'єтро Лонги та його сучасників.

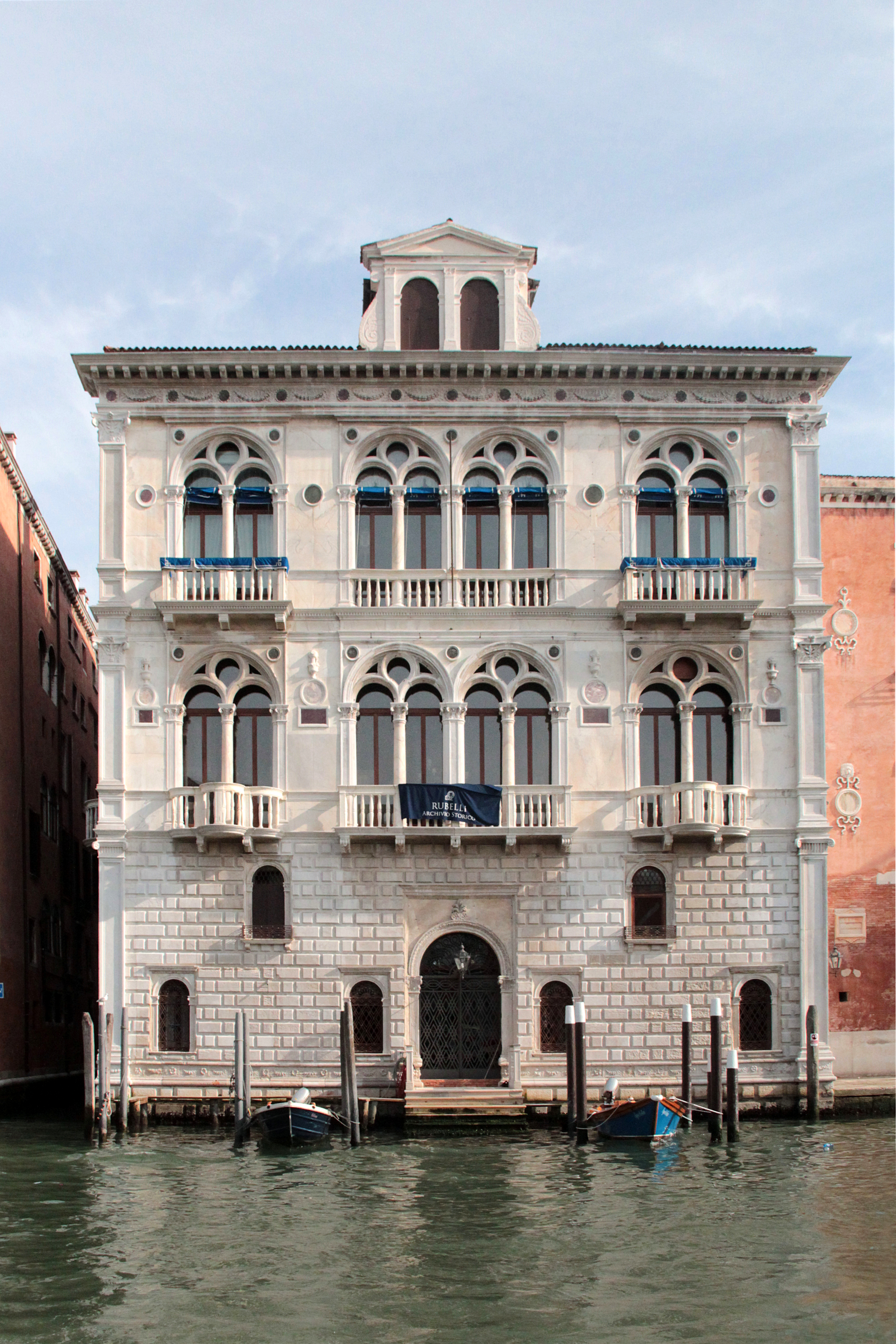
Палацовий куточок Спінеллі на лівому березі Великого каналу у Венеції